# Esra Kızıldoğan
Esra Kızıldoğan (* 1980 in Izmir) ist eine türkische Schauspielerin.

## Biografie
Kızıldoğan wurde 1980 in Izmir geboren. Sie studierte an der Universität Istanbul. Danach setzte sie ihr Studium an der Bahçeşehir Üniversitesi fort. Ihr Debüt gab sie 2004 in der Fernsehserie Kadir Şinas. Anschließend spielte sie in den Serien Masum, Sultan, Leyla ile Mecnun, Bu Kalp Seni Unutur mu?, Zoraki Başkan und Beyaz Gelincik. Ihren Durchbruch hatte sie 2019 in Sefirin Kızı. Im selben Jahr spielte sie in dem Theaterstück Talk about the Passion mit. 2021 wurde Kızıldoğan für die Serie Alparslan: Büyük Selçuklu gecastet.

## Filmografie
Filme
- 2006: Hacivat Karagöz Neden Öldürüldü
- 2022: Suddenly

Serien
- 2004: Kadir Şinas
- 2005: Beyaz Gelincik
- 2009: Zoraki Başkan
- 2010: Bu Kalp Seni Unutur mu?
- 2011: Leyla ile Mecnun
- 2012: Sultan
- 2016: Hayat Şarkısı
- 2017: Bir Deli Sevda
- 2017: Sevdanın Bahçesi
- 2017: Masum
- 2018–2019: Bozkır
- 2019–2021: Sefirin Kızı
- 2021–2023: Alparslan: Büyük Selçuklu
- 2023: Tetikçinin Oğlu
- seit 2023: #ADALETT